# William H. Hallahan
William Henry Hallahan (Brooklyn, 12 dicembre 1925 – Woodbury, 21 agosto 2018) è stato uno scrittore statunitense.

## Biografia
William H. Hallahan III nasce il 12 dicembre 1925 a Brooklyn da William H. Hallahan, Jr. e Berenice E. Lyons in una famiglia di sei ragazzi e una ragazza.
Laureatosi alla Temple University in giornalismo e in inglese, presta servizio durante la seconda guerra mondiale nella United States Navy come radiotelegrafista a Natal, in Brasile.
Dopo aver lavorato come giornalista, esordisce nel 1972 con il giallo Nel cuore dell'inverno e in seguito si cimenta in vari generi quali l'horror, il fantastico e la narrativa di spionaggio scrivendo nove romanzi e due saggi di argomento storico-militare ed ottenendo nel 1978 il Premio Edgar per il miglior romanzo con Perché un poeta?.
Muore a 92 anni il 21 agosto 2018 a causa di una polmonite all'Inspira Medical Center di Woodbury.

## Opere principali

### Romanzi
- Nel cuore dell'inverno (The Dead of Winter, 1972), Milano, Il Giallo Mondadori N. 1311, 1974
- Un autentico falso (The Ross Forgery, 1973), Milano, Il Giallo Mondadori N. 1598, 1979
- The Search for Joseph Tully (1974)
- Perche un poeta? (Catch Me: Kill Me, 1977), Milano, Segretissimo, N. 780, 1978 traduzione di Elide Martini
- Keeper of the Children (1978)
- The Trade (1981)
- The Monk (1982)
- Foxcatcher (1986)
- Boomerang (Tripletrap, 1989), Milano, Segretissimo, N. 1175, 1991 traduzione di Pier Mario Fasanotti

### Racconti
- The New Tenant (1981) nell'antologia Modern Masters of Horror

### Saggi
- Misfire: The History of How America's Small Arms Have Failed Our Military (1994)
- The Day the American Revolution Began: 19 April 1775 (2000)

## Riconoscimenti
- Premio Edgar per il miglior romanzo: 1978 per Perché un poeta?